# Une pomme dans le giron
Jablko z klína
Une pomme dans le giron (en tchèque : Jablko z klína), op. 10, est un cycle de mélodie de la compositrice Vítězslava Kaprálová, sur des textes de Jaroslav Seifert, composée en 1936.

## Contexte et création
Vítězslava Kaprálová termine le cycle Une pomme dans le giron en septembre 1936. La première mélodie, Chanson d'un sifflet en osier est probablement écrite au cours de l'année 1934, précédant de deux ans le reste de l'opus.

## Structure
L'œuvre se compose de quatre mélodies :
1. Chanson d'un sifflet en osier (en tchèque : Píseň na vbovou píšt alku)
2. Berceuse (en tchèque : Ukolébavka)
3. Quiétude (en tchèque : Bezvĕtří)
4. Foire printanière (en tchèque : Jarní pout')

## Analyse

### Chanson d'un sifflet en osier
La mélodie, dans une forme durchkomponiert, commence par une introduction bitonale sur un ostinato dépeignant le vent qui cherche à faire s'envoler le pollen des arbres La voix évoque passionnément le printemps, sur des accords impressionnistes qui s'assombrissent vers la fin.

### Berceuse
La Berceuse a une signification très particulière pour la compositrice. Elle arrange cependant le texte originel pour qu'il colle au plus près aux reproches qu'elle fait à son père. C'est en effet au sein du chœur Ukolébavka que ce dernier a rencontré sa nouvelle compagne. La mélodie, de forme A-B-A'-B', souligne musicalement le contenu du poème. Pour Nicolas Derny, le mouvement contraire des deux mains sur le début de la mélodie représente les divergences parentales, la mère balançant son enfant et l'absence du père regrettée. La suite comprend des motif de croches qui pourraient être assimilées aux pleurs. La bitonalité qui apparaît à partir de la mesure 30 représente alors l'irréconciliabilité des parents, avec une basse en do majeur sur lesquels se superposent les pleurs dans la tonalité de sol bémol majeur. La conclusion reprend les sanglots dans un petit postlude aux harmonies de septièmes diminuées.

### Quiétude
Cette mélodie en deux parties est beaucoup plus abstraite. L'accompagnement dépouillé de la première section ne laisse pas d'indice sur la tonalité du début. Après un bref interlude, le piano souligne la voix d'accords net tant rythmiquement qu'harmoniquement. Le chant est cependant très macabre. Les dernières mesurent rappellent le motif initial du piano et se conclut sur une dissonance la-sol.

### Foire printanière
La Foire printanière, de forme A-B-A'-B'-A", provoque un contraste saisissant avec la mélodie précédente. Après un début qui évoque une fanfare, la compositrice superpose une idée mélodique à un ostinato en ré bémol majeur. Le motif est répété quatre fois avant d'arriver à des syncopes accentuées d'un mordant. L'introduction s'arrête sur un trille de si sur lequel entre la voix. La section suivante s'ouvre sur un nouveau trille, avant de voir la ligne vocale se désarticuler sur des accords étranges au piano perdant toute sensation de tonalité avant d'arriver sur un accord de ré bémol majeur. Le thème du début de la mélodie est ensuite repris dans la codetta que fait le piano.